# Transformação adiabática
Transformação adiabática é uma transformação termodinâmica em que não há troca de calor com o ambiente. Embora o gás não estabeleça trocas de energia térmica com o sistema externo, durante o processo a pressão, o volume, a temperatura e a energia interna do gás variam, não permanecendo nenhuma dessas grandezas constante.
Nesse processo, a energia interna é transformada em trabalho diretamente ({\displaystyle \Delta U=-W}). O trabalho é, então, realizado à custa da energia interna do sistema.
É o processo básico do ciclo Brayton, que explica o funcionamento da turbina a gás.
O aquecimento adiabático e os processos de arrefecimento ocorrem normalmente devido às alterações na pressão de um gás. Isto pode ser quantificado utilizando a lei dos gases ideais.
Adiabático tem origem no grego adiabatos, "impenetrável"; diz-se do sistema que está isolado de quaisquer trocas de calor ou de matéria com o meio externo.

## Formalismo
A equação matemática que descreve um processo adiabático de um gás é dada por:
{\displaystyle PV^{\gamma }=\operatorname {constante} \qquad }
onde {\displaystyle P} é a pressão do gás, {\displaystyle V} o volume e {\displaystyle \gamma ={c_{P} \over c_{V}}} a razão entre os calores específicos molar a pressão constante ({\displaystyle c_{P}}) e a volume constante ({\displaystyle c_{V}}).
Para um gás ideal monoatômico, {\displaystyle \gamma =5/3}, e {\displaystyle \gamma =7/5} para um gás ideal diatômico com suas moléculas girando. Quando o gás passa de um estado inicial {\displaystyle i} para um estado final {\displaystyle f}, podemos escrever a equação acima na forma:
{\displaystyle P_{i}V_{i}^{\gamma }=P_{f}V_{f}^{\gamma }}
Para escrever a equação de um processo adiabático em termos de {\displaystyle T} e {\displaystyle V}, usamos a pressão {\displaystyle P} em relação a equação dos gases ideais, obtendo
{\displaystyle (nRT/V)V^{\gamma }=constante.}
Como {\displaystyle n} e {\displaystyle R} são constantes, podemos escrever esta  equação na forma
{\displaystyle TV^{\gamma -1}=\operatorname {constante} \qquad }
Quando o gás passa de um estado inicial {\displaystyle i} para um estado final {\displaystyle f}, também podemos escrever a equação acima na forma
{\displaystyle T_{i}V_{i}^{\gamma -1}=T_{f}V_{f}^{\gamma -1}}

### Trabalho
A definição de uma transformação adiabática é que não há transferência de calor, {\displaystyle Q=0}. De acordo com a primeira lei da termodinâmica:
{\displaystyle \Delta U=Q-W}, com {\displaystyle Q=0} temos:
{\displaystyle \Delta U=-W}
Onde:
- {\displaystyle \Delta U} é a variação de energia interna do sistema;
- {\displaystyle W} é o trabalho realizado pelo sistema.

Qualquer trabalho {\displaystyle W} feito tem de ser feito através da variação de energia interna {\displaystyle \Delta U}, uma vez que o gás não recebe e nem cede calor do/para o meio externo.
Para um gás ideal monoatômico temos o trabalho definido como:
{\displaystyle W=-{\frac {3}{2}}nR\Delta T}, uma vez que {\displaystyle \Delta U={\frac {3}{2}}nR\Delta T} para um gás ideal monoatômico.
Para um gás ideal diatômico que tenha suas moléculas girando temos:
{\displaystyle W=-{\frac {5}{2}}nR\Delta T}, uma vez que {\displaystyle \Delta U={\frac {5}{2}}nR\Delta T} para um gás ideal diatômico com suas moléculas girando.